# Distrikt Inkawasi
Der Distrikt Inkawasi liegt in der Provinz La Convención in der Region Cusco in Südzentral-Peru. Der am 2. Januar 1857 gegründete Distrikt hat eine Fläche 773 km². Am 19. November 2014 wurde Inkawasi aus dem Distrikt Vilcabamba ausgegliedert. Beim Zensus 2017 lebten 4892 Einwohner im Distrikt. Die Distriktverwaltung befindet sich in der Ortschaft Amaybamba mit 809 Einwohnern (Stand 2017).

## Geographische Lage
Der Distrikt Inkawasi liegt im äußersten Südwesten der Provinz La Convención, etwa 140 km westlich der Regionshauptstadt Cusco. Er hat eine maximale Längsausdehnung in NW-SO-Richtung von etwa 58 km. Der Distrikt liegt an der Südwestflanke der teilweise vergletscherten Gebirgskette Cordillera Vilcabamba. Die Gipfel Choquesafra (5152 m), Azulcocha (5269 m) und Coisopacana  (5176 m) erheben sich im Norden bzw. Nordosten des Distrikts. Der Río Apurímac bildet die südliche Distriktgrenze.
Der Distrikt Inkawasi grenzt im Norden und Osten an den Distrikt Vilcabamba, im Südosten an den Distrikt Huanipaca (Provinz Abancay), im Südwesten an den Distrikt Oronccoy sowie im äußersten Westen an den Distrikt Chungui (beide in der Provinz La Mar).